# Чемальская ГЭС
Чемальская ГЭС — гидроэлектростанция на реке Чемал в селе Чемал Республики Алтай (Россия). Построена в 1935 году, выведена из эксплуатации в 2011 году; на станции ведутся работы по капитальному ремонту. В туристический сезон в здании электростанции проводятся экскурсии.

## История
Чемальская ГЭС построена в Алтайских горах в 1935 году силами заключённых СибУЛОН-а — Сибирского управления лагерей особого назначения. На стройке работало до семисот заключённых.
Расположена электростанция в нескольких сотнях метров от места впадения реки Чемал в реку Катунь. Мощность станции была менее 460 кВт (2 генератора с мощностью 220 кВт и 240 кВт).
С 2011 года после аварии, приведшей к затоплению машинного зала, станция была выведена из постоянной эксплуатации. После наводнения 2014 года была размыта грунтовая часть правобережной плотины.
В 2014-2017 год велись работы по очистке и укреплению водохранилища. Весной 2017 года выделено 5 млн рублей на исследование по модернизации Чемальской ГЭС.
В 2019-м году начаты работы по капитальному ремонту плотины ГЭС, которые планируется завершить в 2021-м году. По состоянию на 2020 год площадка вокруг плотины огорожена и ведутся работы.По состоянию на июнь 2025 года работы так и не завершены.